# Remember the Time
„Remember the Time” a fost al doilea disc single al lui Michael Jackson, extras de pe albumul Dangerous, lansat pe data de 3 februarie 1992 de către casa de discuri Epic Records.
1. 1 2 3 4 5 6  ISWC-Net, accesat în 31 august 2021